# کارلوس مندس گومز
کارلوس مندس گومز (انگلیسی: Carlos Mendes Gomes؛ زادهٔ ۱۴ نوامبر ۱۹۹۸) بازیکن فوتبال اهل اسپانیا است.
از باشگاه‌هایی که در آن بازی کرده‌است می‌توان به باشگاه فوتبال اتلتیکو مادرید اشاره کرد.